# Józef Nielubowicz-Tukalski
Józef, imię świeckie Anastazy Nielubowicz-Tukalski herbu Kościesza (ur. k. XVI w./pocz. XVII w. w powiecie pińskim, zm. 1676) – biskup prawosławny I Rzeczypospolitej, prawosławny metropolita kijowski w latach 1663–1676.

## Życiorys

### Młodość i wczesna działalność
Pochodził z rodu Tukalskich herbu Kościesza. Jego ojciec był wojskim pińskim i posiadał majątek Mutwica w powiecie pińskim. Kształcił się początkowo w domu rodzinnym, następnie zaś w szkole prowadzonej w Wilnie przez prawosławne bractwo Św. Ducha. W szkole mógł zetknąć się z wieloma czołowymi duchownymi prawosławnymi Rzeczypospolitej, w tym z metropolitą kijowskim Hiobem, biskupami Melecjuszem Smotryckim i Paisjuszem Czerkawskim oraz z archimandrytą Józefem Bobrykowiczem. Pod ich wpływem w latach 20. XVII w. Anastazy Tukalski wstąpił do monasteru Św. Ducha w Wilnie, przyjmując imię mnisze Józef. Już jako mnich wyróżnił się aktywnością w pracy duszpasterskiej.
W 1629 razem z mnichem Atanazym i grupą innych zakonników wileńskich przeniósł się do ufundowanego w tym samym roku monasteru Wprowadzenia Matki Bożej w Kupiatyczach, by rozpocząć tworzenie wspólnoty i wziąć udział we wznoszeniu dla niej kompleksu budynków klasztornych. Duchowny pragnął również przyczynić się do umocnienia pozycji prawosławia na rodzinnej ziemi pińskiej, poniosło ono bowiem w regionie znaczne straty na rzecz unii. Przed 1644, na mocy decyzji biskupa łuckiego i ostrogskiego Atanazego mnich Józef został przełożonym monasteru w Kupiatyczach z godnością igumena. Biskup Atanazy nadał mu również uprawnienia swojego namiestnika.
Igumen Józef brał udział w prawosławno-unickiej rywalizacji o poszczególne cerkwie i monastery. Przy wsparciu miejscowego duchowieństwa i szlachty nie dopuścił do przejęcia monasteru w Kupiatyczach przez unitów. W 1646, przy pomocy wójta i mieszczan, zmusił Salomona Bocewicza do zrzeczenia się obowiązków przełożonego monasteru Zmartwychwstania Pańskiego w Kamieńcu z powodu przejścia przez niego do Kościoła unickiego. W rezultacie klasztor pozostał w jurysdykcji prawosławnego biskupa łuckiego i ostrogskiego. W uznaniu zasług ihumena Józefa biskup Atanazy mianował go archimandrytą i wyznaczył na przełożonego Monasteru Leszczyńskiego. Duchowny przyczynił się do odbudowy dawnego znaczenia monasteru, który ponownie stał się ważnym ośrodkiem kultowym i centrum opozycji antyunijnej. W 1649 Józef Nielubowicz-Tukalski reprezentował prawosławne duchowieństwo przed trybunałem litewskim w sporze o przynależność jurysdykcyjną cerkwi w Pińsku.
W 1661, po ośmioletnim wakacie na katedrze białoruskiej metropolita kruticki i kołomieński Pitirim wyświęcił na biskupa białoruskiego Metodego (Filimonowicza). Chirotonia ta odbyła się wbrew zasadom prawa kanonicznego, gdyż eparchia białoruska pozostawała w jurysdykcji patriarchy Konstantynopola. Król Jan Kazimierz Waza odmówił biskupowi Metodemu wydania przywileju umożliwiającego mu podjęcie pracy duszpasterskiej. Metropolita kijowski Dionizy wyświęcił wówczas archimandrytę Józefa na biskupa mścisławskiego, a król udzielił mu stosownego przywileju.

### Biskup
Józef Nielubowicz-Tukalski prowadził na terenie swojej eparchii aktywną działalność duszpasterską; wyświęcił wielu nowych duchownych, odnowił życie monastyczne, odzyskał dla prawosławnych parafii szereg obiektów sakralnych. Angażował się również w spory o majątek cerkiewny położony na terenie eparchii turowsko-pińskiej.
W 1663 zmarł metropolita kijowski Dionizy. 9 listopada tego samego roku w Korsuniu część duchowieństwa metropolii wskazała na jego następcę biskupa białoruskiego, inni opowiedzieli się za kandydaturą biskupa przemyskiego Antoniego Winnickiego. 19 listopada zgromadzeni w Korsuniu biskupi ponownie wskazali jako przyszłego metropolitę biskupa Antoniego, równocześnie jednak delegaci świeccy oraz niższe duchowieństwo nie uznało tego wyboru, nadal opowiadając się za Józefem. Obie grupy podjęły starania na rzecz uzyskania przywileju królewskiego. Jan Kazimierz wydał go w odstępie kilku dni obydwu kandydatom, oświadczając następnie, że rozstrzygnięcie sporu między nimi leży w kompetencji patriarchy konstantynopolitańskiego oraz hetmana kozackiego Pawła Tetery. 23 listopada 1663 w uniwersale do duchowieństwa i świecki zaapelował on o uznanie wyboru Józefa Nielubowicza-Tukalskiego. Nowo wybrany metropolita kijowski pozostał ordynariuszem eparchii białoruskiej.
W 1664 na skutek intryg politycznych Pawła Tetery został oskarżony o wzniecanie antypolskich nastrojów wśród Kozaków zaporoskich i dążenie do przyłączenia ziem ukraińskich do Rosji. Razem z synem Bohdana Chmielnickiego Jerzym (archimandrytą Gedeonem po złożeniu wieczystych ślubów mniszych) został osadzony w zamku w Malborku. W odosobnieniu przebywał w 1665. Zdaniem Antoniego Mironowicza na uwięzienie metropolity kijowskiego wpływ mógł mieć nacisk papieża, który domagał się uniemożliwienia mu prowadzenia działalności duszpasterskiej. 29 listopada 1665 metropolita złożył w Warszawie przysięgę wierności Rzeczypospolitej. W okresie, gdy był więziony w Malborku, eparchią białoruską tymczasowo zarządzał archimandryta Teodozjusz Wasilewicz.
Po uwolnieniu Józef Nielubowicz-Tukalski udał się do Wilna i zamieszkał w monasterze Świętego Ducha w tymże mieście. W klasztorze tym przebywał do lata 1667, gdy musiał wyjechać z niego z powodu konfliktu z władzami miejskimi. Przyczyną sporu był protest metropolity przeciwko zobligowaniu mnichów do dzwonienia w dzwony w momencie uroczystego przewożenia relikwii unickiego arcybiskupa Jozafata Kuncewicza. W sierpniu 1667 przeniósł się do Mohylewa, zaś w 1669 wrócił do Kijowa, ponownie polecając archimandrycie Teodozjuszowi Wasilewiczowi zarządzanie eparchią białoruską w jego imieniu. W tym czasie nie był już uznawany przez króla polskiego za legalnie działającego metropolitę kijowskiego. W 1666 król odebrał mu przywilej na katedrę kijowską i wyznaczył Atanazego Żeliborskiego na jej administratora, zaś w 1667, gdy Żeliborski już nie żył, wskazał jako kolejnego administratora Antoniego Winnickiego. Powodem tych decyzji była bliska współpraca między metropolitą a hetmanem Piotrem Doroszenką.
W 1668 patriarcha konstantynopolitański ogłosił Józefa Nielubowicza-Tukalskiego swoim egzarchą z tytułem metropolity kijowskiego, halickiego i całej Rusi. Po uzyskaniu tegoż dokumentu metropolita Józef wydał okólnik, w którym wezwał całe duchowieństwo metropolii kijowskiej do posłuszeństwa wobec niego, a nie wobec Antoniego Winnickiego. Metropolita deklarował lojalność wobec cara rosyjskiego, sprzeciwiał się jednak planom podporządkowania metropolii kijowskiej jurysdykcji patriarchów moskiewskich. Włodzimierz Mokry opisuje jego poglądy i postawę jako zdecydowanie antymoskiewskie.
Józef Nielubowicz-Tukalski sprawował urząd metropolity kijowskiego do śmierci w 1676. Był ostatnim hierarchą, który zarządzał strukturami prawosławnymi zarówno na Ukrainie Prawobrzeżnej, jak i Lewobrzeżnej. Nie rezydował w Kijowie, zarządzając eparchią z Czehrynia i Kaniowa. Został pochowany w Mgarskim Monasterze Przemienienia Pańskiego w okolicach Łubni.